# Niremont
Le Niremont est une montagne des Préalpes fribourgeoises, en Suisse, culminant à 1 512 mètres d'altitude. De par sa topographie arrondie, il possède deux cimes secondaires : le Gros Niremont (1 481 m) à l'ouest, et le Petit Niremont (1 493 m) à l'est.

## Toponymie
Son nom signifie « noir mont » ou « montagne noire ».

## Géographie

### Situation
Ce sommet se trouve dans les Préalpes fribourgeoises, il marque la limite entre le Plateau suisse et le début des Alpes. Il est situé à 5 km à l'ouest d'une ligne de crête dominant la rive gauche de la Sarine. Au pied de son versant occidental se trouve la localité de Châtel-Saint-Denis.
Le panorama de son sommet offre une belle vue sur le Moléson, le village des Paccots, le lac Léman et le massif du Jura.

### Hydrographie
Plusieurs petits affluents du versant oriental du Niremont alimentent la Trême, dont le Châ. Au sud, coule la Veveyse de Châtel, alimentant la Veveyse qui se jette dans le lac Léman. Au nord coule la Broye alimentée par de nombreux petits affluents prenant source sur le versant nord du sommet, dont le Corjon, le Dâ, le ruisseau de la Cibe et la Mortive.

### Faune et flore
Le Niremont se compose de forêt, de pâturage, de tourbières et de prairies humides. Une grande partie du massif (402 ha) est d'ailleurs inscrite sur l'inventaire fédéral des sites marécageux d’une beauté particulière et d’importance nationale.

## Activités
Sur le flanc oriental du Niremont se trouve la petite station de ski de Rathvel. Le Niremont se prête bien à la pratique du ski de randonnée et de la raquette à neige. En été, on peut y pratiquer la randonnée pédestre et le VTT.